# Альбино, Матеус
Матеус Альбино Карнейро (порт.-браз. Matheus Albino Carneiro; род. 4 февраля 1995, Куритиба, Бразилия) — бразильский футболист, вратарь клуба «КРБ».

## Карьера
Родившиеся в Куритибе (штат Парана), Матеус Альбино выступал за молодёжные команды «Атлетико Паранаэнсе» и «Жоинвиля». Он был переведён в основную команду перед началом сезона 2016, но не сыграл ни одного матча в течение всего года.
Дебют на профессиональном уровне состоялся 9 февраля 2017 года в матче против «Атлетико Минейро», в котором Альбино вышел в стартовом составе. 21 марта он продлил контракт с клубом до 2019 года.
В ноябре 2018 года, потеряв место в основном составе, Альбино подписал двухлетний контракт с «Лондриной». Он начал сезон 2019 года в качестве запасного игрока, но позже стал основным вратарём.
Альбино расторг контракт с «Лондриной» 27 августа 2020 года, а уже 1 сентября подписал двухлетний контракт с азербайджанским клубом «Зиря». 27 мая 2021 года «Зиря» объявила о его уходе из команды.
6 января 2022 года, после более чем семи месяцев в статусе свободного агента, Альбино вернулся в «Лондрину». 18 ноября перешёл в другой клуб Серии B «Ботафаго».
4 декабря 2023 года, несмотря на то, что он был основным вратарём большую часть сезона, «Ботафого» не продлил с ним контракт. Три дня спустя перешёл в «КРБ».
3 июля 2024 года Альбино продлил контракт с «КРБ» до конца 2026 года.

## Достижения

### КРБ
- Чемпион Алагоаса: 2024, 2025